# 1169 en santé et médecine
| Années de la santé et de la médecine : 1166 - 1167 - 1168 - 1169 - 1170 - 1171 - 1172    |
| Décennies de la santé et de la médecine : 1130 - 1140 - 1150 - 1160 - 1170 - 1180 - 1190 |

Cet article présente les faits marquants de l'année 1169 en santé et médecine.

## Fondations
- Fondation à Cambridge, en Angleterre, d'une léproserie placée sous le patronage de Marie-Madeleine[1].
- Fondation de St. Peter's Hospital, à Windsor, dans le Berkshire, en Angleterre[2].
- Peu après son retour de la croisade, Guillaume IV, seigneur de Parthenay, fonde le prieuré maison-Dieu de la Madeleine, hôpital de marchands et de pèlerins situé hors les murs de Châtillon-sur-Thouet en Poitou, sur la route de Parthenay[3].
- Roger de Pont L'Évêque, archevêque d'York, confirme aux sœurs de Kynewaldgrave le don de la dîme de ses terres de Bimannesconge, ce qui peut-être tenu pour l'acte fondateur de l'hôpital St. Mary Magdalene de Killingwoldgraves, dans le Yorkshire, en Angleterre[4].
- Avant 1169 : fondation par Roger of Ash d'une léproserie à Seaford, dans le Sussex, en Angleterre[5].
- Entre 1146 et 1169 : Arnould de Markene, seigneur d'Ardres près de Calais, fonde une léproserie à Lostebarne, et Arnould Ier, comte de Guînes, en fonde une autre dans le voisinage, à Spelleke[6].

## Événement
- Des « frères combattants » sont mentionnés pour la première fois chez les Hospitaliers[7].

## Publication
- Averroès (1126-1198), Commentaire sur le Traité des animaux d'Aristote[8].

## Personnalité
- Fl. Eudes, médecin, « témoin dans un acte intéressant l'abbaye de Prémontré[9] ».